# Clàudia Pons Moll
Clàudia Pons Moll   (Barcelona, 1975) és una filòloga catalana especialitzada en fonologia i professora de la Universitat de Barcelona.
El 2004 va doctorar-se en filologia catalana per la Universitat de Barcelona amb la tesi Els contactes consonàntics en balear. Descripció i anàlisi, que va rebre una menció honorífica del Premi Claustre de Doctors de la Universitat de Barcelona a tesis doctorals en l'edició de 2006. El referent teòric de la seva tesi és la teoria de l'optimitat, que en aquell moment era relativament nou i Pons va aplicar a l'estudi del sistema fonològic balear, tot analitzant els tres subdialectes parlats a les Illes: mallorquí, menorquí i eivissenc. L'any 2007 va publicar una versió corregida i ampliada de la seva tesi: La teoria de l'optimitat. Una introducció aplicada al català de les Illes Balears.
Va codirigir el projecte «Els sons del català» de creació d'una plataforma digital amb recursos didàctics per a l'aprenentatge i ensenyament de la fonètica del català que va rebre un ajut a «projectes de recerca d'excel·lència» de l'Obra Social ”la Caixa”. Juntament amb Maria Rosa Lloret, va ser investigadora principal del projecte Fenómenos de interfaz fonética-fonología-morfología desde la perspectiva de la variación lingüística. que es va du a terme de 2017 a 2020. També és membre del grup d'innovació docent en fonètica catalana FONCAT. Aquest grup, que té en compte les diferents varietats dialectals del català, també té membres a la Universitat de València.
Clàudia Pons va col·laborar en la correcció i la compleció de les parts de fonologia i de morfologia de la Gramàtica de la llengua catalana (IEC, 2016) (coordinada per Joan Solà, Gemma Rigau i Manel Pérez Saldanya). Va compartir amb Joan Mascaró el XVII Premi d’Investigació Cultural Francesc de Borja Moll (2002-2003), convocat per l'Institut Menorquí d’Estudis i l’Ajuntament de Ciutadella) pel projecte «Estudi gramatical del català de Menorca».
Ha fet estades i impartit cursos i conferències en diverses universitats estrangeres, com ara la Universitat Washington a Saint Louis o la Universitat de Buenos Aires, on el 2019 va impartir un curs a l'Escola de Lingüística de Buenos Aires.
És investigadora principal, juntament amb Maria Rosa Lloret, del projecte «La fonología nativa y no nativa: análisis y creación de recursos digitales» (FONONARED), d'una durada de quatre anys. El 2021 va rebre una Beca Leonardo a Investigadores y Creadores Culturales de la Fundació BBVA pel projecte d'investigació «La adaptación fonológica y flexiva de préstamos en catalán y en español. Creación de un corpus digital y análisis mediante modelos basados en restricciones.»
Des de 2014, Claudia Pons Moll és membre corresponent de la Secció de Llengua i Literatura de l'Institut Menorquí d'Estudis.

## Obres
- Lingüística i gramàtiques (coordinadora, amb M.R. Lloret) 2004 ISBN 978-84-916-8689-7
- Noves aproximacions a la fonologia i la morfologia del català. Volum d'homenatge a Max W. Wheeler (coordinadora, amb M.R. Lloret) ISBN 978-84-608-1236-4
- Aplicacions de la fonètica (eBook) (coordinadora, amb J. Carrera) 2007 ISBN 978-84-916-8679-8
- La teoria de l'optimitat. Una introducció aplicada al català de les Illes Balears (Barcelona: Publicacions de l'Abadia de Montserrat) 2007 ISBN 978-84-8415-872-1
- Clàssics d'ahir i d'avui en la gramàtica del català (coordinadora, amb M.R. Lloret i E. Bosch-Roure) 2015 ISBN 978-84-475-4236-9
- L'ensenyament de la pronunciació del català. Eines, recursos, estratègies i experiències (coordinadora amb J. Carrera-Sabaté i J. Bach-Marquès) 2017. Barcelona: Graó ISBN 978-84-9980-756-0
- Eines per a l'aprenentatge del català com a L2 i LE (coordinadora amb J. Carrera Sabaté, J. Bach-Marquès i Leia Jiménez Torres) 2019 ISBN 978-84-998-0936-6
- L'adaptació de manlleus en català i en altres llengües romàniques (coordinadora, amb M.R. Lloret) 2022 ISBN 978-84-916-8743-6